# Johan I van Nassau-Beilstein
Johan I van Nassau-Beilstein († juli 1473) was graaf van Nassau-Beilstein, een deel van het graafschap Nassau. Hij stamt uit de Ottoonse Linie van het Huis Nassau.

## Biografie
Johan was de oudste zoon van graaf Hendrik II van Nassau-Beilstein en Catharina van Randerode, dochter van heer Arnold II van Randerode en Erprath en Maria van Sayn.
Na het overlijden van zijn vader regeerde Johan het graafschap Nassau-Beilstein gemeenschappelijk met zijn oom Reinhard. Bij diens kinderloos overlijden was Johan de enige erfgenaam, omdat zijn beide broers in de geestelijke stand waren getreden.
Vanwege de slechte financiële toestand van het kleine graafschap moest Johan in 1413 de Kalenberger Zent aan graaf Filips I van Nassau-Weilburg verpanden. In hetzelfde jaar wist Johan een overeenkomst over de erfverdeling van 1341 te bereiken met graaf Johan I van Nassau-Siegen, die hem een schadeloosstelling van 2000 mark opleverde. In 1415 huwde Johan met Mechtild van Isenburg-Grenzau. Als huwelijksgift bracht ze tienden in Oberbrechen in.
Johan probeerde de door zijn vader begonnen consolidering van het graafschap voort te zetten, maar hij had hierbij regelmatig tegenslagen. In strijd met Keur-Trier moest Johan in 1418 de leenhoogheid van Keur-Trier over het gehele graafschap erkennen. Kort na het inlossen van de Kalenberger Zent verpandde hij dit deel van zijn graafschap opnieuw, ditmaal aan Keur-Trier.
In 1425 kwam het tot een verdeling van het graafschap. Johan ontving geheel Beilstein met de burcht Beilstein en Mengerskirchen, twee derde van het graafschap, alsmede de heerlijkheid Westerwald, de rentes en de helft van de lijfeigenen, en de helft van inkomsten uit de tollen te Emmerichenhain en Neukirch. Zijn broer Hendrik verkreeg de burcht Liebenscheid en een derde van het graafschap. De derde broer, Willem, zag van zijn aandeel af.
Met de heren van Westerburg kwam het in 1435/36 en van 1441 tot 1444/45 opnieuw tot gewapende conflicten over de hoogheidsrechten op de heerlijkheid Westerwald, die Johan in zijn voordeel beëindigen kon.
Johans zoon Filips was erfgerechtigd tot de heerlijkheid Isenburg-Grenzau in het graafschap Isenburg, daar zich aftekende dat Filips van Isenburg-Grenzau, een broer van zijn moeder, kinderloos zou blijven. Om deze aanspraken door te zetten sloot Johan een verbond met de zwagers van Filips, Salentijn VI van Isenburg en Frank van Kronberg. Gezamenlijk openden ze de strijd tegen Diether van Isenburg-Büdingen, die op grond van een erfverdrag met Filips van Isenburg-Grenzau de heerlijkheid Isenburg-Grenzau in bezit genomen had. Na het overlijden van Filips van Isenburg-Grenzau in 1439/40 kon Johan de heerlijkheid Isenburg-Grenzau voor zijn zoon in bezit nemen, die de titel heer van Grenzau aannam. Tussen de erfgenamen kwam het later toch nog tot verdere vetes over de erfverdeling.
In 1444 verpandde Johan de tienden in Oberbrechen. Het lukte de graven van Nassau-Beilstein niet meer om dit pand weer in te lossen. Enkele jaren later namen Johan en zijn zoon Filips aan de zijde van Keur-Keulen deel aan de Soestse Vete. In een treffen bij Soest sneuvelde Filips. Als gevolg daarvan gingen de aanspraken van het Huis Nassau-Beilstein op de heerlijkheid Grenzau weer verloren. Filips was verloofd met Johanna van Gemen. Om haar erfaanspraken voor het Huis Nassau-Beilstein te bewaren, huwde Johan met zijn voormalige toekomstige schoondochter. Met Johanna kreeg Johan zijn tweede zoon Hendrik. Deze werd later mederegent van zijn vader toen Johan zich steeds meer terugtrok.
Vanaf 1465 namen en Johan en zijn zoon Hendrik samen met graaf Johan IV van Nassau-Siegen aan de zijde van landgraaf Hendrik III van Hessen-Marburg deel aan de Hessische Broederoorlog.
Johan overleed in juli 1473. Hij werd opgevolgd door zijn zoon Hendrik.

## Huwelijken en kinderen

### Eerste huwelijk
Johan huwde vóór 12 december 1415 met Mechtild van Isenburg-Grenzau († na 2 februari 1436), dochter van heer Everhard van Isenburg-Grenzau en Mechtild van de Mark.

Uit dit huwelijk werden geboren:
1. Margaretha († na 27 december 1498),[1] huwde eerst op 8 september 1442[4] met heer Johan van Schöneck en daarna vóór 1462[4] met graaf Maurits I van Pyrmont († mei 1494).[1]
2. Filips (gesneuveld Soest 29 oktober 1446),[1] heer van Grenzau, verloofd[6] met Johanna van Gemen († vóór 1451).[1]
3. Elisabeth († 1459),[1][2][4] huwde (contract 13 november 1440)[1][2] met heer Otto van Bronckhorst en Borculo († 23 februari 1458).[1][2]

### Tweede huwelijk
Johan hertrouwde op 31 oktober 1447 met Johanna van Gemen († vóór 1451), dochter van heer Johan van Gemen en Bredevoort.

Uit dit huwelijk werd geboren:
1. Hendrik (1449 - 26 mei 1499), volgde zijn vader op.

### Buitenechtelijke kinderen
Johan had de volgende buitenechtelijke kinderen bij (een) onbekend gebleven vrouw(en):
1. Henne van Nassau genaamd van Münchhausen († vóór 1508),[1] huwde op 16 november 1451 met Catharina.[2] Uit dit huwelijk werd geboren:
  1. Widerich van Münchhausen genaamd van Freusburg, was schout van Kirchen an der Sieg tussen 1488 en 1513.[1]
2. Christiaan van Nassau, ontving op 2 februari 1452 een leenbrief van zijn vader en op 7 mei 1476 van zijn halfbroer Hendrik IV,[2] huwde op 22 februari 1479 met Sophia Feije.[2]
3. Heintze van Nassau, was op 22 februari 1479 schout te Beilstein.[2]